# Турбаза «Орлинка»
Турбаза «Орлинка» — населенный пункт в Пеновском районе Тверской области.

## География
Находится в западной части Тверской области на расстоянии приблизительно к северу от районного центра поселка Пено на восточном берегу озера Пено за Кстовским заливом.

## История
На данном месте на карте 1825 года показана была деревня Ксты. В 1859 году в этой деревне было учтено 3 двора, в 1939 — 9. На карте 1982 года уже появляется турбаза, деревня Ксты еще существует в виде отдельного населенного пункта. Позднее деревня вошла в состав Орлинки. До 2020 года населенный пункт входил в Заёвское сельское поселение (Тверская область) Пеновского района до их упразднения. В населенном пункте работает база отдыха «Орлинка».

## Население
Численность населения: 24 человека (1859 год), 50 (русские 96 %) в 2002 году, 38 в 2010.